# Джон Меррей
Джон Меррей (John Murray; 3 березня 1841, Онтаріо, Канада — 16 березня 1914, Керклістон, Шотландія) — англійський натураліст і гідрограф. Член Королівського товариства Єдинбурга (1876), Лондонського королівського товариства(1896).

## Біографія
Джон Меррей народився 3 березня 1841 року в містечку Коборг в канадському штаті Онтаріо. У 1868 році здійснив подорож Північним Льодовитим океаном і був на Шпіцбергені.
У 1872—1876 роках брав участь в експедиції «Челленджера». Влітку 1874—1875 р.р. в Антарктиді працювала англійська океанографічна експедиція Чарлза Уайвілла Томсона на паровому корветі «Челленджер». У лютому 1875 року вона перетнула Південне полярне коло і кілька тижнів вела тралення донних опадів. Натураліст експедиції Джон Меррей  вивчав підняті проби і проаналізував відкриття попередників. Він прийшов до висновку: у регіоні розташована значна суша. Він створив карту, де було зображено Антарктичний континент і пункти на узбережжі. Більшу частину берегової лінії материка він окреслив пунктиром. Але загальні контури Антарктиди були намічені ним  вірно. Відтоді шоста частина світу зайняла постійне місце на картах. Географи щодо Антарктиди сумнівались, суперечки між ними тривали до початку двадцятого століття. Багато географів виступали проти існування єдиного Антарктичного материка, бачачи в цьому «останні залишки старовинної мрії про Південний материк».
У 1876—1882 роках Джон Меррей був головним співробітником з опрацювання даних, здобутих експедицією «Челенджера».
Від 1882 року, після смерті Чарлза Уайвілла Томсона, Меррей відовідав за редагування продовження праць цієї експедиції. Звіти експедиції склали п'ятдесят томів.
У 1880—1882 роках Джон Меррей проводив дослідження фізичного й біологічного станів берегових вод Північної Шотландії і Фарерських островів. У 1895 році вчений був нагороджений Королівською медаллю Лондонського королівського товариства. Він надрукував  A Summary ot the Scientific Results of the Challenger Expedition  і низку статей з питань гідрографії, океанографії, метеорології та біології у спеціальних наукових журналах. У 1906 році вчений провів батиметричну зйомку прісноводних озер Шотландії. У 1910 разом з норвезьким вченим Ю. Йорт організував океанографічну експедицію в північну частину Атлантичного океану і в співавторстві з ним написав книгу «Глибини океану» (1912).
Вчений загинув у автокатастрофі 16 березня 1914 року.

## Епоніми
На честь вченого названі такі види тварин: кажан «Pipistrellus murrayi», гекон «Hemidactylus murrayi», щипавки «Paralabella murrayi», риба « Melanocetus murrayi», восьминіг «Cirrothauma murrayi», клоп «Taylorilygus murrayi».